# Dingosa
Dingosa es un género de arañas araneomorfas de la familia Lycosidae. Se encuentra en Australia y Sudamérica.

## Lista de especies
Según The World Spider Catalog 12.0:
- Dingosa humphreysi (McKay, 1985)
- Dingosa liopus (Chamberlin, 1916)
- Dingosa murata Framenau & Baehr, 2007
- Dingosa serrata (L. Koch, 1877)
- Dingosa simsoni (Simon, 1898)
- Dingosa venefica (Keyserling, 1891)